# Servei de Seguretat de l'Estat
El Servei de Seguretat de l'Estat (en francès: Service de Renseignement de l'État, SRE), també conegut com a Servei de Seguretat de l'Estat de Luxemburg (Service de renseignement de l'État du Luxembourg, SREL), és el servei de seguretat i intel·ligència del Gran Ducat de Luxemburg. El seu estatut és definit per la llei de 15 de juny de 2004. L'agència es coneix col·loquialment en luxemburguès com el Spëtzeldéngscht. Fins al 2004 el seu nom oficial era Servei de Seguretat (Service de Renseignements).

## Estructura
El servei d'espionatge es troba sota la supervisió directa del Primer Ministre de Luxemburg. Està controlat per una comissió parlamentària, integrada pels presidents dels grups polítics representats al parlament nacional (Cambra de Diputats) i es reuneix regularment des d'abril de 2005. La Comissió pot realitzar controls sobre l'activitat general de l'SREL i sobre dossiers específics. A aquest efecte, s'autoritza a tenir accés a tota la informació i als documents que consideri pertinents per al compliment de les seves funcions, excepte la informació o documents que podrien revelar la identitat d'una font del Servei intel·ligència o pogués infringir els drets de tercers. Per garantir una més gran transparència, es publica un informe anual en les activitats de la Comissió de Control.
El president del Servei de Seguretat de l'Estat és el diputat Claude Wiseler del Partit Popular Social Cristià.

## Activitat
El servei d'espionatge es dedica essencialment a la recerca, anàlisi i procés, amb mires a la informació relativa a la prevenció de qualsevol activitat que amenaci la seguretat de Luxemburg, els Estats als quals està obligat per un acord per a una defensa comuna o una organització internacional amb seu o exercici de les seves tasques dintre de Luxemburg, relacions internacionals o del seu potencial científic i econòmic.
Estan específicament coberts pel terme d'«activitat que amenaci la seguretat, qualsevol activitat que pot estar relacionat amb l'espionatge, la intromissió d'una potència estrangera als assumptes de l'Estat, el terrorisme, la proliferació de sistemes i tecnologies d'armes no convencionals relacionats amb el mateix, el crim organitzat en la mida en la qual es relaciona amb l'anterior.» 
A més a més, és responsable de la seguretat dels documents classificats i les recerques de seguretat de comportament establertes per la llei o que sorgeixi d'una obligació de dret internacional.